# Beondegi
El beondegi es un snack popular en Corea del sur. Se trata de crisálidas de gusanos de seda hervidos o al vapor que se condimentan y toman como aperitivo. A menudo están a la venta en puestos callejeros, así como en restaurantes y bares. También se venden enlatados en tiendas.

## Historia
El beondegi surgió como snack en la República de Corea durante la modernización de la década de los 60; época en la que se abrieron numerosas fábricas de seda y en la que la clase obrera no tenía mucho que comer. 
En la década de los 80 todas las fábricas de seda en Corea del Sur fueron cerrando progresivamente y se empezaron a importar las crisálidas de China.
Estudios recientes han probado que las crisálidas de gusano de seda pueden formar parte de una dieta baja en grasas ya que contienen 1/3 de la grasa que contiene la carne de vaca, cerdo o pollo y son rícas en proteínas.